# Viliam Šalgovič
Viliam Šalgovič (12. prosince 1919 Ružindol – 6. února 1990 Bratislava) byl slovenský a československý politik Komunistické strany Slovenska, jeden z hlavních představitelů konzervativního proudu v KSČ a člen kolaboračního prosovětského křídla ve straně v době invaze vojsk Varšavské smlouvy do Československa, poslanec Národního shromáždění ČSR na přelomu 40. a 50. let a pak dlouhodobý poslanec Slovenské národní rady a Sněmovny národů Federálního shromáždění až do roku 1989, kdy krátce po sametové revoluci spáchal sebevraždu.

## Život
Vyučil se typografem. Za války sloužil v armádě Slovenského státu. V roce 1943 přešel k Rudé armádě. Absolvoval vojenské pěchotní učiliště v Rjazani v SSSR a působil jako osvětový důstojník - nadporučík u 1. československého armádního sboru. Po osvobození byl v letech 1945-1951 zpravodajským důstojníkem československé armády, spojencem Bedřicha Reicina.Od dubna 1947 kapitánem. Od prosince 1948 do července 1950 působí jako zástupce náčelníka výchovy a osvěty 4. Vojenské oblasti. 29. listopadu 1949 povýšen na majora. Od srpna 1950 do září 1951 je náčelníkem politické správy 2. Vojenské oblasti. V lednu 1952 v hodnosti podplukovníka odchází na čas do zálohy.
Na základě výsledků parlamentních voleb roku 1946 byl zvolen do Slovenské národní rady. Ve volbách roku 1948 byl zvolen do Národního shromáždění za KSČ ve volebním kraji Bratislava. Zasedal zde do konce funkčního období, tedy do voleb do Národního shromáždění roku 1954. Do SNR se pak vrátil roku 1962 a mandát v ní obhájil ve volbách roku 1964.
V letech 1946-1989 se uvádí jako účastník zasedání Ústředního výboru Komunistické strany Slovenska. V letech 1950-1962 a znovu od roku 1975 do roku 1990 byl členem Ústředního výboru KSS. V letech 1958-1962 navíc i vedoucím oddělení ÚV KSS. V mezidobí, v letech 1962-1968 a 1970-1975 byl místopředsedou Ústřední kontrolní a revizní komise KSS. Od roku 1975 členem předsednictva ÚV KSS. Zastával i stranické posty v celostátní komunistické straně. XII. sjezd KSČ ho zvolil za člena Ústřední kontrolní a revizní komise KSČ. Ve funkci ho potvrdil XIII. sjezd KSČ i XIV. sjezd KSČ. XV. sjezd KSČ ho dosadil na post člena
Ústředního výboru Komunistické strany Československa. XVI. sjezd KSČ a XVII. sjezd KSČ ho na této pozici potvrdil.
Od června do srpna 1968 zastával post náměstka ministra vnitra ČSSR. Patřil do skupiny prosovětských funkcionářů, kteří se podíleli na plánování invaze vojsk Varšavské smlouvy do Československa. Byl agentem KGB. Na mimořádném sjezdu KSS v srpnu 1968 byl dočasně z vedoucích pozic v Komunistické straně Slovenska odstraněn.
Jeho politická kariéra pak pokračovala za normalizace. V srpnu 1969 byl opět reaktivován za vojáka v činné službě v hodnosti plukovníka. V roce 1969 byl československým vojenským přidělencem při ambasádě ČSSR v Maďarsku. 1. května 1971 byl povýšen na generálmajora. V letech 1975-1989 byl poslancem a předsedou Slovenské národní rady. V čele SNR nahradil zesnulého Ondreje Klokoče. Jako představitel otevřeně kolaborační prosovětské ultralevice v KSČ byl nebezpečný i lidem jako Gustáv Husák. Historik Jan Rychlík vykládá Šalgovičův nástup do předsednické funkce v Slovenské národní radě jako pokus Husáka dostat Šalgoviče z aktivní politiky na spíše ceremoniální post.
Od roku 1975 byl též předsedou slovenského Ústředního výboru Svazu československo-sovětského přátelství. V roce 1969 mu byl udělen Řád práce, v roce 1973 Řád Vítězného února a roku 1979 Řád republiky.
Dlouhodobě působil v nejvyšších zákonodárných sborech. Po provedení federalizace Československa usedl do Sněmovny národů Federálního shromáždění. Mandát nabyl až dodatečně v květnu 1970. Do federálního parlamentu ho nominovala Slovenská národní rada. Mandát získal i ve volbách roku 1971 (volební obvod Západoslovenský kraj), volbách roku 1976 (obvod Rimavská Sobota), volbách roku 1981 (obvod Banská Bystrica) a volbách roku 1986. V poslanecké funkci zažil sametovou revoluci, po níž v prosinci 1989 odešel z veřejných postů a počátkem února 1990 spáchal sebevraždu.

## Vyznamenání

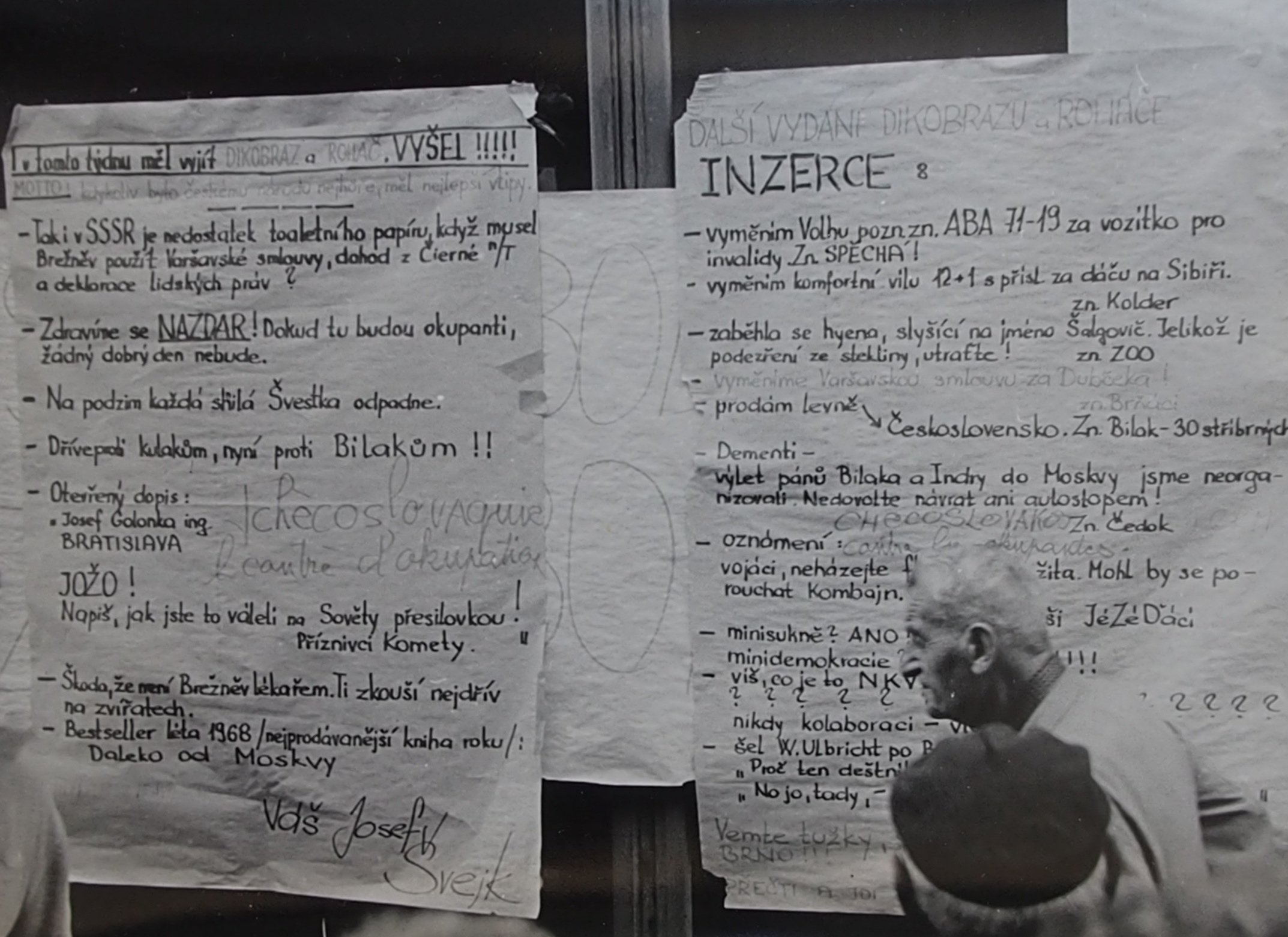
Recesistický inzerát „zaběhla se hyena, slyší na jméno Šalgovič …“ (Brno, 21.08.1968)

- druhý Československý válečný kříž 1939
- Pamětní medaile československé armády v zahraničí, se štítkem SSSR
- Československá medaile Za chrabrost před nepřítelem
- Československá medaile za zásluhy I. stupně
- Řád Slovenského národního povstání, I. třída
- Odznak čs. partyzána
- Medaile za vítězství nad Německem, (SSSR)
- Řád 25. února
- Řád práce
- Řád Vítězného února
- Řád republiky
- Pamětní medaile k 30. výročí národně osvobozeneckého boje našeho lidu a osvobození Československa Sovětskou armádou